# سرخ حصار
سرخ حصار یکی از محلات قلعه حسن‌خان می‌باشد. 
سرخ حصار از شمال به بزرگراه لشگری، از شرق به کاوسیه، از غرب به گرمدره و از جنوب به قلعه حسن خان محدود می شود
مسجد جامع سرخ حصار یکی از بزرگ ترین مساجد شهر قدس می باشد.
باغ شازده نگین سبز شهر قدس در محله سرخ حصار و در مجاورت بزرگ راه لشگری واقع می باشد
پالایشگاه نفت پارس در بخش شمالی سرخ حصار و در مجاورت بزرگراه لشگری واقع شده است.
ورزشگاه سرخ حصار (شهید حمداله کوهی) با مشارکت مردمی در ابتدای دهه ۶۰ با ساختن زمین چمن فوتبال ساخته شد. این ورزشگاه در دهه ۶۰ میزبان تیم‌های بزرگ ( استقلال، پرسپولیس، پاس) بوده است و سالن سرپوشیده چند منظوره در سال‌های بعد به آن اضافه شده و زمین چمن طبیعی با بالاترین استانداردها بهسازی شده و در حال حاظر در حال تکمیل زمین چمن مصنوعی خود می‌باشد.
1. ↑  "قدس (تهران)". ویکی‌پدیا، دانشنامهٔ آزاد. 2025-05-20.